# Христо Ганев (сценарист)
Вижте пояснителната страница за други личности с името Христо Ганев.
Христо Костадинов Ганев е участник в комунистическото съпротивително движение по време на Втората световна война. Български филмов деец, сценарист и режисьор.

## Биография
Христо Ганев е роден на 2 август 1924 г. в село Павел баня. Член на РМС. Участва в комунистическото съпротивително движение по време на Втората световна война. Партизанин от Втора средногорска бригада „Васил Левски“.
След 9 септември 1944 г. работи във филмопроизводството като режисьор и сценарист.
През януари 1971 година Христо Ганев е изключен от Българската комунистическа партия заедно с няколко други писатели - Благой Димитров, Гочо Гочев, Валери Петров, Марко Ганчев, след като гласуват с „въздържал се“ за декларация на Съюза на българските писатели срещу присъждането на Нобелова награда за литература на критичния към комунистическия режим руски писател Александър Солженицин.
Женен е за режисьорката Бинка Желязкова, с която работят заедно по много игрални филми. Дъщеря им Светлана Ганева е кинооператор, омъжена е за художника аниматор и режисьор Анри Кулев.

## Филмография
Като режисьор
- Празник на надеждата (1963)
- Животът си тече тихо... (1957) (заедно с Бинка Желязкова)

Като сценарист
- Парцалът (2007)
- Поет и Пегас (2003)
- Сламеният човек (2001)
- Десетият кръг (1998)
- Нежното чудовище (1994)
- Нощем по покривите (1988)
- Просешко трио (1988)
- Веселякът (1987)
- Сафари (1984)
- Гайда (1982)
- Голямото нощно къпане (1980)
- Басейнът (1977)
- Малкият (1976)
- Хипотеза (1976)
- Дяволът в черквата(рус.)бълг. (1969)
- Празник на надеждата (1963)
- А бяхме млади (1961)
- Животът си тече тихо... (1957)
- Две победи (1956)
- Песен за човека (1954)

Като актьор
- Джеси Джеймс срещу Локум Шекеров (1966)

## Награди и отличия
- Награда на Министерство на културата за цялостен принос в българското кино.[3]
- През 2010 г. е награден за художествените си постижения с орден „Стара планина“.[4]
- По случай за стогодишнината на Съюза на българските писатели през 2014 г. е удостоен с медал „Иван Вазов“.[5]
- Награда за цялостно творчество от фестивала „Златна роза“ (Варна, 2014).[6]